# Amici Celebrities (prima edizione)
La prima edizione del talent show musicale Amici Celebrities, spin-off di Amici di Maria De Filippi, è andata in onda in prima serata su Canale 5 dal 21 settembre al 23 ottobre 2019 con la conduzione di Maria De Filippi nelle prime tre puntate, che sono andate in onda di sabato, e di Michelle Hunziker nelle rimanenti tre puntate, che invece sono andate in onda di mercoledì.
| Vincitori           | Vincitori      |
| Amici Celebrities 1 | Pamela Camassa |
| ------------------- | -------------- |

## Regolamento
Ciascuna puntata è composta da due partite da cinque prove giudicate dalla giuria fissa, mentre il giurato d'eccezione, diverso per ogni puntata, può votare solo nella terza prova.
Fino alla seconda puntata, ciascuna partita si conclude con un ballottaggio tra due componenti della squadra perdente nominati dalla squadra vincitrice. Dopo la scelta, da parte della giuria, del concorrente da eliminare, quest'ultimo può scegliere se merita di salvarsi oppure no. Nel primo caso, deve scegliere un concorrente della propria squadra da sfidare in un secondo ballottaggio (anch'esso determinato dalla giuria), mentre nel secondo caso lascia il programma. Al termine di ogni puntata, dunque, vi sono due concorrenti eliminati.
Nella terza puntata, tutti i componenti della squadra perdente vanno al ballottaggio con una sola esibizione. Al termine del ballottaggio, la giuria determina una classifica, eliminando così il concorrente che si trova all'ultimo posto. In caso di parità, si ricorre ad uno spareggio con un'esibizione per entrambi i concorrenti; anche l'esito di questa prova è determinato dalla giuria.
Nella quarta puntata, alla fine delle due partite si tiene un unico ballottaggio tra i concorrenti delle squadre perdenti che sono stati nominati dalla squadra vincitrice.

## Concorrenti
| Squadra Bianca                                           | Squadra Bianca                                           | Squadra Bianca                                           |       | Squadra Blu                                     | Squadra Blu                                           | Squadra Blu                                     |
| Tutor                                                    | Tutor                                                    | Tutor                                                    | Tutor | Tutor                                           | Tutor                                                 | Tutor                                           |
| -------------------------------------------------------- | -------------------------------------------------------- | -------------------------------------------------------- | ----- | ----------------------------------------------- | ----------------------------------------------------- | ----------------------------------------------- |
| - Giordana Angi (canto) - Sebastian Melo Taveira (ballo) | - Giordana Angi (canto) - Sebastian Melo Taveira (ballo) | - Giordana Angi (canto) - Sebastian Melo Taveira (ballo) |       | - Alberto Urso (canto) - Andreas Müller (ballo) | - Alberto Urso (canto) - Andreas Müller (ballo)       | - Alberto Urso (canto) - Andreas Müller (ballo) |
| Concorrenti                                              |                                                          |                                                          |       |                                                 |                                                       |                                                 |
| Posizione                                                | Nome                                                     | Disciplina                                               |       | Posizione                                       | Nome                                                  | Disciplina                                      |
| 1                                                        | Pamela Camassa (showgirl/attrice)                        | canto e ballo                                            |       | 5                                               | Emanuele Filiberto di Savoia (personaggio televisivo) | canto e ballo                                   |
| 2                                                        | Massimiliano Varrese (attore)                            | canto e ballo                                            |       | 6                                               | Laura Torrisi (attrice)                               | canto                                           |
| 3                                                        | Filippo Bisciglia (conduttore televisivo)                | canto                                                    |       | 7                                               | Francesca Manzini (speaker radiofonica/imitatrice)    | canto e ballo                                   |
| 4                                                        | Ciro Ferrara (ex calciatore)                             | canto                                                    |       | 8                                               | Raniero Monaco di Lapio (attore)                      | ballo                                           |
| 10                                                       | Cristina Donadio (attrice)                               | canto                                                    |       | 9                                               | Joe Bastianich (imprenditore/personaggio televisivo)  | canto                                           |
| 12                                                       | Martin Castrogiovanni (ex rugbista)                      | ballo                                                    |       | 11                                              | Chiara Giordano (produttrice cinematografica)         | ballo                                           |

## Tabellone delle eliminazioni
Legenda:
  W   Vittoria squadra Bianca

   B    Vittoria squadra Blu

Candidato all'eliminazione:

 dalla squadra bianca

 dalla squadra blu

 forzatamente

     Salvato dalla propria squadra
     A rischio eliminazione
     In ballottaggio
     Vince il ballottaggio ed è salvo/a
     Eliminato/a
     Non partecipa alla partita perché in ballottaggio
N.D. Non sottoposto a ballottaggio o non partecipa alla sfida in finale
     Finalista/Accede alla finale

     Vincitore

|           |           |              | 21/09 | 21/09 | 21/09 | 21/09                  | 21/09                  | 21/09                  | 28/09                  | 28/09                  | 28/09                  | 28/09                  | 28/09                  | 28/09                  | 5/10                   | 5/10                   | 5/10                   | 5/10                   | 5/10                   | 9/10                   | 9/10                   | 9/10                   | 9/10                   | 9/10                   | 9/10                   | 16/10                  | 16/10                  | 16/10                  | 16/10                  | 16/10                  | 16/10                  | 23/10                  | 23/10                  | 23/10                  | 23/10                  | Disciplina    |
| --------- | --------- | ------------ | ----- | ----- | ----- | ---------------------- | ---------------------- | ---------------------- | ---------------------- | ---------------------- | ---------------------- | ---------------------- | ---------------------- | ---------------------- | ---------------------- | ---------------------- | ---------------------- | ---------------------- | ---------------------- | ---------------------- | ---------------------- | ---------------------- | ---------------------- | ---------------------- | ---------------------- | ---------------------- | ---------------------- | ---------------------- | ---------------------- | ---------------------- | ---------------------- | ---------------------- | ---------------------- | ---------------------- | ---------------------- | ------------- |
| Vittoria  | Vittoria  | Vittoria     | B     | B     |       | W                      | W                      |                        | B                      | B                      |                        | W                      | W                      |                        | B                      | B                      | W                      | W                      |                        | Ripes.                 | W                      | W                      | B                      | B                      |                        | Girone nº              | Girone nº              | Girone nº              | Girone nº              | Girone nº              | Girone nº              | Finale                 | Finale                 | Finale                 | Finale                 | Disciplina    |
| Punteggio | Punteggio | Punteggio    | ?     | ?     | ?     | ?                      | 5                      | 2                      | 7                      | 0                      | 5                      | 2                      | 4                      | 3                      | 5                      | 2                      | 5                      | 2                      | 1                      | Ripes.                 | 2                      | 3                      | 3                      | 4                      | 5                      |                        |                        |                        |                        |                        |                        | Finale                 | Finale                 | Finale                 | Finale                 | Disciplina    |
| 1         | 1         | Pamela       |       |       | N.D.  |                        |                        | N.D.                   |                        |                        | N.D.                   |                        |                        | N.D.                   | 1ª                     | 1ª                     |                        |                        | N.D.                   | N.D.                   |                        |                        | 1ª                     | 1ª                     | N.D.                   | 3ª                     | 1ª                     | 1ª                     | 1ª                     |                        |                        | 1ª                     | -                      | 1ª                     |                        | canto e ballo |
| 2         | 2         | Massimiliano |       |       |       |                        |                        | N.D.                   |                        |                        |                        |                        |                        | N.D.                   | 3º                     | 3º                     |                        |                        | N.D.                   | N.D.                   |                        |                        | 4º                     | 4º                     |                        | 2°                     | 2°                     | 1º                     | 2°                     | 2°                     | V                      | 3°                     | 1º                     |                        |                        | canto e ballo |
| 3         | 3         | Filippo      |       |       |       |                        |                        | N.D.                   |                        |                        |                        |                        |                        | N.D.                   | 2º                     | 2º                     |                        |                        | N.D.                   | N.D.                   |                        |                        | 2º                     | 2º                     | N.D.                   | 1º                     |                        |                        |                        |                        |                        | 2°                     | -                      | 2°                     | N.D.                   | canto         |
| 4         | 4         | Ciro         | -     | -     | N.D.  |                        |                        | N.D.                   | -                      | -                      | N.D.                   |                        |                        | N.D.                   | 4°                     | 4°                     | ELIMINATO (3ª puntata) | ELIMINATO (3ª puntata) | ELIMINATO (3ª puntata) |                        |                        |                        | 3º                     | 3º                     | N.D.                   | 6°                     | 4°                     | 3°                     | -                      | 1º                     |                        | 4°                     | N.D.                   | N.D.                   | N.D.                   | canto         |
| 5         | 5         | Emanuele     |       |       | N.D.  | -                      | -                      |                        |                        |                        | N.D.                   |                        |                        |                        |                        |                        | 1º                     | 1º                     | N.D.                   | N.D.                   | 1º                     | 1º                     |                        |                        | N.D.                   | 5°                     | 3°                     | 2°                     | -                      | 3°                     |                        | ELIMINATO (Semifinale) | ELIMINATO (Semifinale) | ELIMINATO (Semifinale) | ELIMINATO (Semifinale) | canto e ballo |
| 6         | 6         | Laura        |       |       | N.D.  |                        |                        | N.D.                   |                        |                        | N.D.                   | -                      | -                      | N.D.                   |                        |                        | 2ª                     | 2ª                     | N.D.                   | N.D.                   | 2ª                     | 2ª                     |                        |                        | N.D.                   | 4ª                     | 5ª                     | ELIMINATA (Semifinale) | ELIMINATA (Semifinale) | ELIMINATA (Semifinale) | ELIMINATA (Semifinale) | ELIMINATA (Semifinale) | ELIMINATA (Semifinale) | ELIMINATA (Semifinale) | ELIMINATA (Semifinale) | canto         |
| 7         | 7         | Francesca    |       |       | N.D.  | -                      | -                      | N.D.                   |                        |                        | N.D.                   | -                      | -                      |                        |                        |                        | 3ª                     | 3ª                     |                        | N.D.                   | 3ª                     | 3ª                     |                        |                        |                        | ELIMINATA (4ª puntata) | ELIMINATA (4ª puntata) | ELIMINATA (4ª puntata) | ELIMINATA (4ª puntata) | ELIMINATA (4ª puntata) | ELIMINATA (4ª puntata) | ELIMINATA (4ª puntata) | ELIMINATA (4ª puntata) | ELIMINATA (4ª puntata) | ELIMINATA (4ª puntata) | canto e ballo |
| 8         | 8         | Raniero      |       |       | N.D.  |                        |                        |                        |                        |                        | N.D.                   |                        |                        | N.D.                   |                        |                        | 3º                     | 3º                     |                        | ELIMINATO (3ª puntata) | ELIMINATO (3ª puntata) | ELIMINATO (3ª puntata) | ELIMINATO (3ª puntata) | ELIMINATO (3ª puntata) | ELIMINATO (3ª puntata) | ELIMINATO (3ª puntata) | ELIMINATO (3ª puntata) | ELIMINATO (3ª puntata) | ELIMINATO (3ª puntata) | ELIMINATO (3ª puntata) | ELIMINATO (3ª puntata) | ELIMINATO (3ª puntata) | ELIMINATO (3ª puntata) | ELIMINATO (3ª puntata) | ELIMINATO (3ª puntata) | ballo         |
| 9         | 9         | Joe          |       |       | N.D.  | -                      | -                      | N.D.                   |                        |                        | N.D.                   |                        |                        |                        | ELIMINATO (2ª puntata) | ELIMINATO (2ª puntata) | ELIMINATO (2ª puntata) | ELIMINATO (2ª puntata) | ELIMINATO (2ª puntata) | ELIMINATO (2ª puntata) | ELIMINATO (2ª puntata) | ELIMINATO (2ª puntata) | ELIMINATO (2ª puntata) | ELIMINATO (2ª puntata) | ELIMINATO (2ª puntata) | ELIMINATO (2ª puntata) | ELIMINATO (2ª puntata) | ELIMINATO (2ª puntata) | ELIMINATO (2ª puntata) | ELIMINATO (2ª puntata) | ELIMINATO (2ª puntata) | ELIMINATO (2ª puntata) | ELIMINATO (2ª puntata) | ELIMINATO (2ª puntata) | ELIMINATO (2ª puntata) | canto         |
| 10        | 10        | Cristina     | -     | -     | N.D.  |                        |                        | N.D.                   | -                      | -                      |                        | ELIMINATA (2ª puntata) | ELIMINATA (2ª puntata) | ELIMINATA (2ª puntata) | ELIMINATA (2ª puntata) | ELIMINATA (2ª puntata) | ELIMINATA (2ª puntata) | ELIMINATA (2ª puntata) | ELIMINATA (2ª puntata) | ELIMINATA (2ª puntata) | ELIMINATA (2ª puntata) | ELIMINATA (2ª puntata) | ELIMINATA (2ª puntata) | ELIMINATA (2ª puntata) | ELIMINATA (2ª puntata) | ELIMINATA (2ª puntata) | ELIMINATA (2ª puntata) | ELIMINATA (2ª puntata) | ELIMINATA (2ª puntata) | ELIMINATA (2ª puntata) | ELIMINATA (2ª puntata) | ELIMINATA (2ª puntata) | ELIMINATA (2ª puntata) | ELIMINATA (2ª puntata) | ELIMINATA (2ª puntata) | canto         |
| 11        | 11        | Chiara       |       |       | N.D.  |                        |                        |                        | ELIMINATA (1ª puntata) | ELIMINATA (1ª puntata) | ELIMINATA (1ª puntata) | ELIMINATA (1ª puntata) | ELIMINATA (1ª puntata) | ELIMINATA (1ª puntata) | ELIMINATA (1ª puntata) | ELIMINATA (1ª puntata) | ELIMINATA (1ª puntata) | ELIMINATA (1ª puntata) | ELIMINATA (1ª puntata) | ELIMINATA (1ª puntata) | ELIMINATA (1ª puntata) | ELIMINATA (1ª puntata) | ELIMINATA (1ª puntata) | ELIMINATA (1ª puntata) | ELIMINATA (1ª puntata) | ELIMINATA (1ª puntata) | ELIMINATA (1ª puntata) | ELIMINATA (1ª puntata) | ELIMINATA (1ª puntata) | ELIMINATA (1ª puntata) | ELIMINATA (1ª puntata) | ELIMINATA (1ª puntata) | ELIMINATA (1ª puntata) | ELIMINATA (1ª puntata) | ELIMINATA (1ª puntata) | ballo         |
| 12        | 12        | Martín       | -     | -     |       | ELIMINATO (1ª puntata) | ELIMINATO (1ª puntata) | ELIMINATO (1ª puntata) | ELIMINATO (1ª puntata) | ELIMINATO (1ª puntata) | ELIMINATO (1ª puntata) | ELIMINATO (1ª puntata) | ELIMINATO (1ª puntata) | ELIMINATO (1ª puntata) | ELIMINATO (1ª puntata) | ELIMINATO (1ª puntata) | ELIMINATO (1ª puntata) | ELIMINATO (1ª puntata) | ELIMINATO (1ª puntata) | ELIMINATO (1ª puntata) | ELIMINATO (1ª puntata) | ELIMINATO (1ª puntata) | ELIMINATO (1ª puntata) | ELIMINATO (1ª puntata) | ELIMINATO (1ª puntata) | ELIMINATO (1ª puntata) | ELIMINATO (1ª puntata) | ELIMINATO (1ª puntata) | ELIMINATO (1ª puntata) | ELIMINATO (1ª puntata) | ELIMINATO (1ª puntata) | ELIMINATO (1ª puntata) | ELIMINATO (1ª puntata) | ELIMINATO (1ª puntata) | ELIMINATO (1ª puntata) | ballo         |

### Podio
|              |         |    |  |      |
|              |         |    |  | 4º   |
|              | Pamela  |    |  | Ciro |
| Massimiliano | Pamela  |    |  |      |
| 1º           | Filippo |    |  |      |
| 1º           | Filippo | 2º |  |      |
| 1º           | 3º      |    |  |      |

## Tabellone delle esibizioni
Legenda
     Prova vinta dai Bianchi

     Prova vinta dai Blu

     Prova di canto

     Prova di ballo

     Prova mista

     Concorrenti nominati per il ballottaggio 

     Il concorrente vuole salvarsi dopo il primo ballottaggio 

     Il concorrente è stato eliminato

### Prima puntata

#### Prima partita
| Prova    | Squadra Blu           | Squadra Blu                      | Squadra Bianca             | Squadra Bianca                   |
| -------- | --------------------- | -------------------------------- | -------------------------- | -------------------------------- |
| I        | Corale                | Il cielo                         | Massimiliano con Sebastian | Fever                            |
| II       | Joe                   | Stayn' alive                     | Ciro                       | Banane e lampone                 |
| III      | Laura                 | Comparata canto: Nonno Hollywood | Pamela                     | Comparata canto: Nonno Hollywood |
| IV       | Emanuele              | Ritornerai                       | Corale                     | We are the world                 |
| V        | Francesca con Andreas | Feeling good                     | Filippo                    | Se bruciasse la città            |
| Vittoria | Squadra Blu           | Squadra Blu                      | Massimiliano e Filippo     | Massimiliano e Filippo           |

#### Primo ballottaggio
| Sfidanti | Filippo            | Massimiliano    |
| -------- | ------------------ | --------------- |
| Prova    | I tuoi particolari | Smooth criminal |
| Vittoria | Massimiliano       | Filippo         |

#### Secondo ballottaggio
| Sfidanti | Filippo     | Martìn         |
| -------- | ----------- | -------------- |
| Prova    | Rolls Royce | Mambo Italiano |
| Vittoria | Filippo     | Martìn         |

#### Seconda partita
| Prova    | Squadra Blu                                  | Squadra Blu                | Squadra Bianca        | Squadra Bianca             |
| -------- | -------------------------------------------- | -------------------------- | --------------------- | -------------------------- |
| I        | Joe con Alberto                              | Perfect Symphony           | Ciro con Giordana     | Cu'mme                     |
| II       | Raniero                                      | Bad guy                    | Massimiliano con J-Ax | Ostia lido                 |
| III      | Francesca con Takagi & Ketra e Giusy Ferreri | Jambo                      | Filippo               | La costruzione di un amore |
| IV       | Emanuele                                     | Tu Me Fais Tourner La Tete | Pamela con Sebastian  | Un año de amor             |
| V        | Chiara                                       | Proud Mary                 | Cristina              | Sweet Dreams               |
| Vittoria | Squadra Bianca                               | Squadra Bianca             | Chiara e Raniero      | Chiara e Raniero           |

#### Primo ballottaggio
| Sfidanti | Chiara                     | Raniero  |
| -------- | -------------------------- | -------- |
| Prova    | I've seen that face before | Stitches |
| Vittoria | Raniero                    | Chiara   |

#### Secondo ballottaggio
| Sfidanti | Emanuele      | Chiara |
| -------- | ------------- | ------ |
| Prova    | Forget domani | Gopher |
| Vittoria | Emanuele      | Chiara |

### Seconda puntata

#### Prima partita
| Prova    | Squadra Blu         | Squadra Blu                                                      | Punti | Punti | Squadra Bianca         | Squadra Bianca                                                            |
| -------- | ------------------- | ---------------------------------------------------------------- | ----- | ----- | ---------------------- | ------------------------------------------------------------------------- |
| I        | Francesca           | Big spender                                                      | 0     | 1     | Ciro                   | Je so' pazzo                                                              |
| II       | Raniero con Andreas | Riderà                                                           | 1     | 0     | Filippo                | È tutto un attimo                                                         |
| III      | Laura con Alberto   | Io che amo solo te                                               | 2     | 1     | Corale                 | Simply the best                                                           |
| IV       | Francesca           | Battle di ritornelli: Dedicato, Il triangolo, When we were young | 0     | 1     | Filippo                | Battle di ritornelli: Il mondo, Con tutto l'amore che posso, Oggi sono io |
| V        | Emanuele            | L'italiano                                                       | 1     | 0     | Massimiliano con Irama | Arrogante                                                                 |
| Vittoria | Squadra Blu         | Squadra Blu                                                      | 5     | 2     | Massimiliano e Filippo | Massimiliano e Filippo                                                    |

#### Primo ballottaggio
| Sfidanti | Filippo                      | Massimiliano |
| -------- | ---------------------------- | ------------ |
| Prova    | Non smettere mai di cercarmi | Papaoutai    |
| Vittoria | Filippo                      | Massimiliano |

#### Secondo ballottaggio
| Sfidanti | Massimiliano       | Cristina   |
| -------- | ------------------ | ---------- |
| Prova    | In ginocchio da te | Ogni volta |
| Vittoria | Massimiliano       | Cristina   |

#### Seconda partita
| Prova    | Squadra Blu                    | Squadra Blu           | Punti | Punti | Squadra Bianca      | Squadra Bianca                   |
| -------- | ------------------------------ | --------------------- | ----- | ----- | ------------------- | -------------------------------- |
| I        | Emanuele                       | If you really want me | 0     | 1     | Massimiliano        | La sera dei miracoli             |
| II       | Raniero con Alessandra Amoroso | Mambo salentino       | 0     | 1     | Pamela con Giordana | Minuetto                         |
| III      | Emanuele                       | He's a pirate         | 0     | 3     | Ciro                | La leva calcistica               |
| IV       | Corale                         | The show must go on   | 0     | 1     | Massimiliano        | Vengo anch'io. No, tu no         |
| V        | Joe                            | Il tempo di morire    | 0     | 1     | Filippo             | La ragazza con il cuore di latta |
| Vittoria | Squadra Bianca                 | Squadra Bianca        | 0     | 7     | Joe e Emanuele      | Joe e Emanuele                   |

#### Primo ballottaggio
| Sfidanti | Joe                         | Emanuele |
| -------- | --------------------------- | -------- |
| Prova    | Joe played guitar (inedito) | A te     |
| Vittoria | Emanuele                    | Joe      |

#### Secondo ballottaggio
| Sfidanti | Joe                            | Francesca  |
| -------- | ------------------------------ | ---------- |
| Prova    | It's now or never (O sole mio) | Be italian |
| Vittoria | Francesca                      | Joe        |

### Terza puntata

#### Prima partita
- Nota: la prima partita è stata preceduta da una prova immunità di canto (intonazione), che avrebbe permesso al vincitore di ottenere l'immunità dall'eliminazione in caso di sconfitta della propria squadra. La prova, che consisteva nel cantare con perfetta intonazione (senza possibilità di errore) i ritornelli di due brani di Al Bano per massimo 40 secondi, non è stata vinta da nessuno, risultando perciò nulla. L'esito della prova è stato determinato dal giudizio del direttore d'orchestra Adriano Pennino.

| Prova    | Squadra Blu           | Squadra Blu                 | Punti | Punti | Squadra Bianca    | Squadra Bianca              |
| -------- | --------------------- | --------------------------- | ----- | ----- | ----------------- | --------------------------- |
| I        | Laura                 | Insieme a te non ci sto più | 0     | 1     | Massimiliano      | Che bambola!                |
| II       | Raniero con Andreas   | L'importante è finire       | 1     | 0     | Ciro              | Tu vuò fa' l'americano      |
| III      | Emanuele con Annalisa | Acqua e sale                | 3     | 0     | Corale            | Sei nell'anima              |
| IV       | Francesca             | Cabaret                     | 0     | 1     | Filippo           | E non finisce mica il cielo |
| V        | Corale                | Cuore                       | 1     | 0     | Ciro con Giordana | Quando                      |
| Vittoria | Squadra Blu           | Squadra Blu                 | 5     | 2     | Ciro              | Ciro                        |

#### Seconda partita
- Nota: la seconda partita è stata preceduta da una prova immunità di ballo, che ha permesso al vincitore di ottenere l'immunità dall'eliminazione in caso di sconfitta della propria squadra. Alla fine della prova, che consisteva nell'eseguire vari passi di danza (con il limite massimo di un errore), l'immunità è stata data solo a Pamela. L'esito della prova è stato determinato dal giudizio di Alessandra Celentano.

| Prova    | Squadra Blu          | Squadra Blu           | Punti | Punti | Squadra Bianca           | Squadra Bianca                  |
| -------- | -------------------- | --------------------- | ----- | ----- | ------------------------ | ------------------------------- |
| I        | Laura                | Besame mucho          | 0     | 1     | Pamela                   | Sparkling diamonds              |
| II       | Raniero              | Anche fragile         | 1     | 0     | Filippo                  | Roma nun fa' la stupida stasera |
| III      | Francesca            | Per Elisa             | 2     | 1     | Pamela con Sebastian     | Vedrai vedrai                   |
| IV       | Emanuele             | Chiamami ancora amore | 0     | 1     | Filippo con Benji & Fede | Dove e quando                   |
| V        | Laura con The Kolors | Pensare male          | 0     | 1     | Massimiliano             | Walk on the Wild Side           |
| Vittoria | Squadra Bianca       | Squadra Bianca        | 3     | 4     | Francesca e Raniero      | Francesca e Raniero             |

#### Spareggio
| Sfidanti | Francesca            | Raniero         |
| -------- | -------------------- | --------------- |
| Prova    | Ancora ancora ancora | Die another day |
| Vittoria | Francesca            | Raniero         |

### Quarta puntata
- Nota: la prima partita è stata preceduta dal ripescaggio di un concorrente tra Joe e Ciro attraverso una prova. L'esito è stato determinato dalla giuria e il vincitore, oltre a rientrare in gara, ha ottenuto l'immunità dall'eliminazione in caso di sconfitta della propria squadra.

#### Ripescaggio
| Sfidanti | Joe                                | Ciro        |
| -------- | ---------------------------------- | ----------- |
| Prova    | With a little help from my friends | Malafemmena |
| Vittoria | Ciro                               | Joe         |

#### Prima partita
| Prova    | Squadra Blu           | Squadra Blu         | Punti | Punti | Squadra Bianca           | Squadra Bianca          |
| -------- | --------------------- | ------------------- | ----- | ----- | ------------------------ | ----------------------- |
| I        | Emanuele              | It's wonderful      | 0     | 1     | Massimiliano             | E ruberò per te la luna |
| II       | Laura                 | La prima cosa bella | 0     | 1     | Filippo                  | Portami via             |
| III      | Francesca con Alberto | Hallelujah          | 2     | 1     | Pamela con Giordana      | Amami                   |
| IV       | Emanuele              | Svalutation         | 0     | 1     | Massimiliano             | Me so 'mbriacato        |
| V        | Francesca con Riki    | Gossip              | 0     | 1     | Pamela con Fred De Palma | Una volta ancora        |
| Vittoria | Squadra Bianca        | Squadra Bianca      | 2     | 5     | Francesca                | Francesca               |

#### Seconda partita
| Prova    | Squadra Blu | Squadra Blu                       | Punti | Punti | Squadra Bianca | Squadra Bianca    |
| -------- | ----------- | --------------------------------- | ----- | ----- | -------------- | ----------------- |
| I        | Laura       | Mi sono innamorato di te          | 1     | 0     | Pamela         | Cinema italiano   |
| II       | Emanuele    | Destra - Sinistra                 | 1     | 0     | Massimiliano   | Billie Jean       |
| III      | Laura       | I migliori anni della nostra vita | 3     | 0     | Filippo        | Portami a ballare |
| IV       | Emanuele    | Buonanotte fiorellino             | 0     | 1     | Ciro           | Viva la mamma     |
| V        | Laura       | Ho imparato a sognare             | 0     | 1     | Massimiliano   | Good morning      |
| Vittoria | Squadra Blu | Squadra Blu                       | 5     | 2     | Massimiliano   | Massimiliano      |

#### Ballottaggio
| Sfidanti | Francesca                             | Massimiliano                          |
| -------- | ------------------------------------- | ------------------------------------- |
| Prova    | Improvvisazione: Un senso, A modo tuo | Improvvisazione: Un senso, A modo tuo |
| Vittoria | Massimiliano                          | Francesca                             |

### Semifinale

#### Primo girone
In questo primo girone a giudicare e scegliere chi potrà accedere alla finale è la giuria unita al risultato del televoto.
| Classifica | Concorrente                                              | Esibizione                   | Esito                         |
| ---------- | -------------------------------------------------------- | ---------------------------- | ----------------------------- |
| 1º         | Filippo con The Kolors                                   | Il mondo                     | Accede alla finale            |
| 2º         | Massimiliano con Andreas Muller e Sebastian Melo Taveira | Eravamo quattro amici al bar | Non accede ancora alla finale |
| 3ª         | Pamela con Irama                                         | Un giorno in più             | Non accede ancora alla finale |
| 4ª         | Laura con Alberto Urso                                   | Vivo per lei                 | Non accede ancora alla finale |
| 5º         | Emanuele con Diana Del Bufalo                            | Questione di feeling         | Non accede ancora alla finale |
| 6º         | Ciro con Giordana Angi                                   | Reginella                    | Non accede ancora alla finale |

#### Secondo girone
In questo secondo girone a giudicare e scegliere chi non potrà accedere alla finale e quindi eliminare è la giuria unita al voto dei tutor delle due ex squadre.
| Classifica | Concorrente  | Esibizione      |
| ---------- | ------------ | --------------- |
| 1ª         | Pamela       | Guarda che luna |
| 2º         | Massimiliano | It's a good day |
| 3º         | Emanuele     | Formidable      |
| 4º         | Ciro         | Gianna          |
| 5ª         | Laura        | E penso a te    |

#### Terzo girone
In questo terzo girone a giudicare e scegliere chi potrà accedere alla finale è la giuria unita al voto del giudice speciale ovvero Maria De Filippi.
| Classifica | Concorrente  | Esibizione          | Esito                         |
| ---------- | ------------ | ------------------- | ----------------------------- |
| 1º         | Massimiliano | Gotta Dance         | Candidato alla finale         |
| 1ª         | Pamela       | River               | Candidata alla finale         |
| 3º         | Emanuele     | Azzurro             | Non accede ancora alla finale |
| 4°         | Ciro         | Prima di andare via | Non accede ancora alla finale |

Spareggio
| Classifica | Concorrente  | Esibizione               | Esito                         |
| ---------- | ------------ | ------------------------ | ----------------------------- |
| 1ª         | Pamela       | Lady Marmalade           | Accede alla finale            |
| 2º         | Massimiliano | Le tasche piene di sassi | Non accede ancora alla finale |

#### Quarto girone
In questo quarto girone a giudicare e scegliere chi potrà accedere alla finale è la giuria unita al voto dei tutor delle due ex squadre.
| Classifica | Concorrente  | Esibizione                          | Esito                         |
| ---------- | ------------ | ----------------------------------- | ----------------------------- |
| 1º         | Ciro         | La leva calcistica della classe '68 | Accede alla finale            |
| 2º         | Massimiliano | Tanto pe' cantà                     | Non accede ancora alla finale |
| 3º         | Emanuele     | Knockin' on heaven's door           | Non accede ancora alla finale |

#### Quinto girone
In questo quinto girone a giudicare e scegliere chi potrà accedere alla finale è la giuria unita al voto dei tutor delle due ex squadre. Inoltre votano anche i tre concorrenti che già hanno ottenuto la maglia oro, ovvero Filippo, Pamela e Ciro
| Sfidanti | Massimiliano                          | Emanuele                  |
| -------- | ------------------------------------- | ------------------------- |
| Prove    | La guerra di Piero                    | Another Brick in the Wall |
| Prove    | Io sono l'altro                       | Eri piccola               |
| Prove    | con Ornella Vanoni Imparare ad amarsi |                           |
| Vittoria | Massimiliano                          | Emanuele                  |

### Finale

#### Primo girone
| Prova | Pamela                                | Massimiliano             | Ciro                                    | Filippo                         |
| I     | con Giordana Angi Stringimi più forte | con Natalia Titova Epoca | con Pierluigi Pardo Il mio canto libero | con Alberto Urso E poi ti penti |
| II    | Bon appétit                           | Heaven't met you yet     | O mia bela Madunina                     | Se io, se lei                   |

#### Classifica finale
La classifica finale è data dalla media tra i voti della giuria e quelli del giudice speciale.
| Classifica | Concorrente  |
| ---------- | ------------ |
| 1ª         | Pamela       |
| 2°         | Filippo      |
| 3°         | Massimiliano |
| 4°         | Ciro         |

#### Secondo girone
Il secondo girone prevede tre manche giudicate rispettivamente dalla giuria, dai quattro tutor e dal giudice speciale. Al termine si decreta il primo superfinalista.
| Prova                  | Pamela                               | Filippo                              | Massimiliano                                                   |
| ---------------------- | ------------------------------------ | ------------------------------------ | -------------------------------------------------------------- |
| I                      | con Loredana Bertè Il mare d'inverno | con Ron Non abbiam bisogno di parole | con Andreas Müller e Sebastian Melo Taveira In ginocchio da te |
| II                     | Work                                 | Ci vorrebbe il mare                  | Smooth criminal                                                |
| III                    | con Giordana Angi Casa               | con Alberto Urso Indispensabile      | Human                                                          |
| Chi va in finalissima? | Massimiliano                         | Massimiliano                         | Massimiliano                                                   |

#### Spareggio
| Chi va in finalissima? | Chi va in finalissima? | Chi va in finalissima? |
| Sfidanti               | Filippo                | Pamela                 |
| ---------------------- | ---------------------- | ---------------------- |
| Prove                  | I tuoi particolari     | New rules              |
| Prove                  | Se bruciasse la città  | America                |
| Prove                  | Portami a ballare      | Vedrai vedrai          |
| Vittoria               | Pamela                 | Filippo                |

#### Finalissima
| Prova      | Pamela           | Massimiliano     |                  |
| ---------- | ---------------- | ---------------- | ---------------- |
| I          | Bella senz'anima | Candy man        |                  |
| II         | E se domani      | Kiss             |                  |
| Secondo    | Massimiliano 39% | Massimiliano 39% | Massimiliano 39% |
| Vincitrice | Pamela 61%       | Pamela 61%       | Pamela 61%       |

## Giuria

### Giurati fissi
- Platinette
- Ornella Vanoni
- Giuliano Peparini

### Giurati d'eccezione
Nella seguente tabella sono indicati i Giurati d'eccezione, ospiti speciali che nel corso delle diverse puntate fanno parte della giuria e giudicano le esibizioni delle due squadre. In particolare, hanno la possibilità di votare solo al termine della terza prova di ogni partita.
| Puntata    | Messa in onda     | Giurato          | Giurato          |
| Puntata    | Messa in onda     | 1ª manche        | 2ª manche        |
| ---------- | ----------------- | ---------------- | ---------------- |
| 1          | 21 settembre 2019 | Giuseppe Zeno    | Giuseppe Zeno    |
| 2          | 28 settembre 2019 | Luca Argentero   | Luca Argentero   |
| 3          | 5 ottobre 2019    | Al Bano          | Giulia Michelini |
| 4          | 9 ottobre 2019    | Giulio Scarpati  | Giulio Scarpati  |
| Semifinale | 16 ottobre 2019   | Maria De Filippi | Maria De Filippi |
| Finale     | 23 ottobre 2019   | Loredana Bertè   | Loredana Bertè   |

## Ospiti
| Puntata    | Messa in onda     | Duettanti                                            | Ospiti         |
| ---------- | ----------------- | ---------------------------------------------------- | -------------- |
| 1          | 21 settembre 2019 | J-Ax, Giusy Ferreri con Takagi & Ketra               | Pio e Amedeo   |
| 2          | 28 settembre 2019 | Irama, Alessandra Amoroso                            | Geppi Cucciari |
| 3          | 5 ottobre 2019    | Al Bano, Benji e Fede, Stash                         | Andrea Pucci   |
| 4          | 9 ottobre 2019    | Fred De Palma, Riki                                  | Andrea Pucci   |
| Semifinale | 16 ottobre 2019   | Irama, Diana Del Bufalo, The Kolors                  | Andrea Pucci   |
| Finale     | 23 ottobre 2019   | Pierluigi Pardo, Natalia Titova, Loredana Bertè, Ron | Andrea Pucci   |

## Ascolti
| Puntata    | Registrazione      | Messa in onda     | Telespettatori | Share  | Fonte  |
| ---------- | ------------------ | ----------------- | -------------- | ------ | ------ |
| 1          | 20 settembre 2019  | 21 settembre 2019 | 3 274 000      | 20,61% | [ 5 ]  |
| 2          | 27 settembre 2019  | 28 settembre 2019 | 3 066 000      | 19,45% | [ 6 ]  |
| 3          | 4 ottobre 2019     | 5 ottobre 2019    | 3 271 000      | 19,68% | [ 7 ]  |
| 4          | 8 ottobre 2019     | 9 ottobre 2019    | 2 738 000      | 15,25% | [ 8 ]  |
| Semifinale | 15 ottobre 2019    | 16 ottobre 2019   | 2 978 000      | 18,48% | [ 9 ]  |
| Finale     | Diretta e televoto | 23 ottobre 2019   | 2 629 000      | 15,82% | [ 10 ] |
| Media      | Media              | Media             | 2 993 000      | 18,22% |        |